# 厄利墨亞的菲拉
菲拉（希臘語：Φίλα），可能是德達斯二世的女兒，有兩個兄弟德達斯三世和馬卡塔斯。菲拉可能是馬其頓國王腓力二世的第一任或第二任妻子，她明確育有子女。

## 來源
- 狄凱阿科斯（Dicaearchus） ap. Aflien. xiii. p. 557, c.
- Who's who in the age of Alexander the Great: prosopography of Alexander's empire  by Waldemar Heckel ISBN 9781405112109